# Rezerwat przyrody Torfowisko pod Zieleńcem

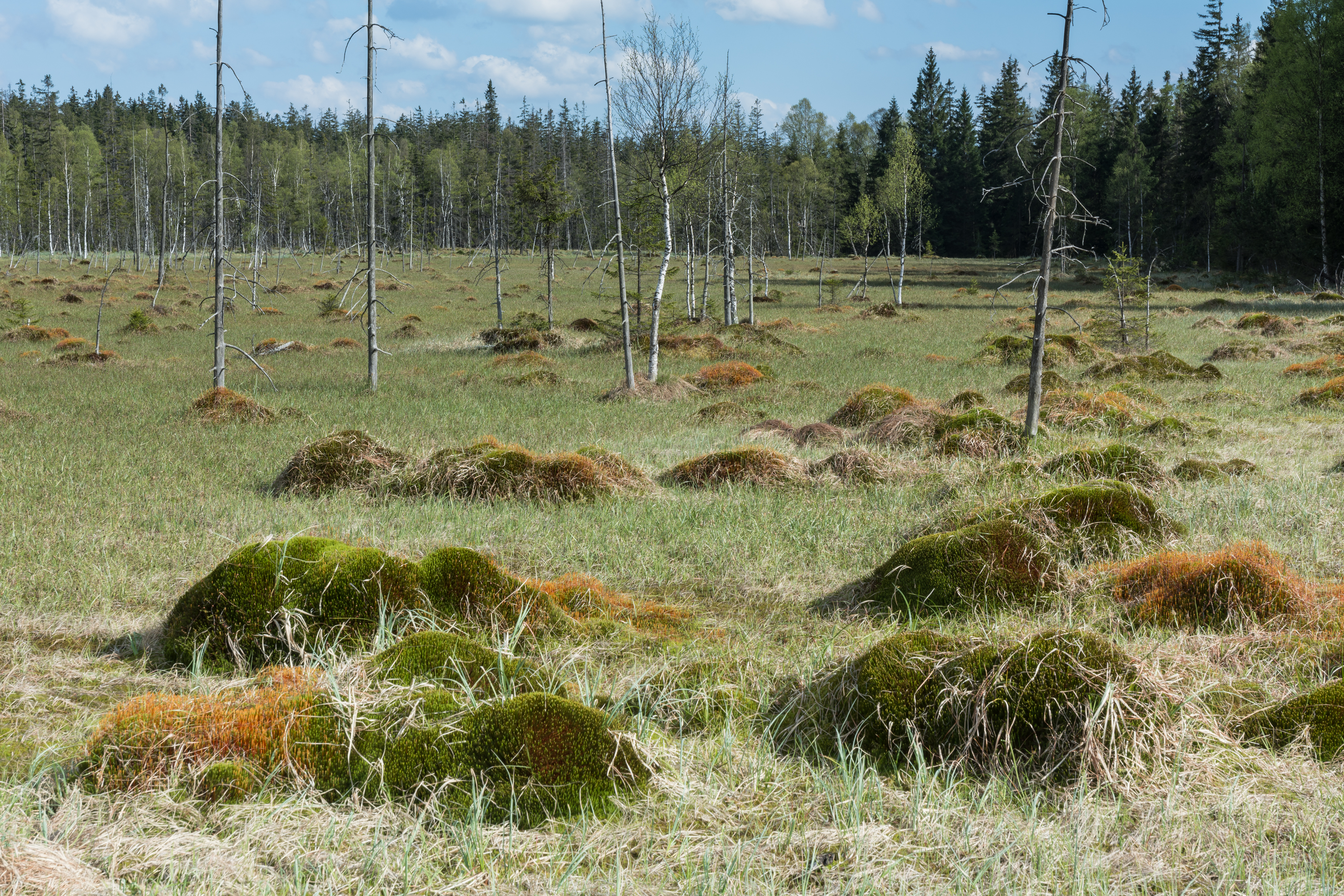

Rezerwat przyrody „Torfowisko pod Zieleńcem” – torfowiskowy rezerwat przyrody w południowo-zachodniej Polsce w Górach Bystrzyckich, w Sudetach Środkowych, na terenie gminy Szczytna w powiecie kłodzkim (województwo dolnośląskie).

## Położenie
Rezerwat położony jest w północno-zachodniej części Gór Bystrzyckich, we wschodniej części Sudetów Środkowych, około 2,1 km na wschód od dzielnicy Dusznik-Zdroju – Zieleńca.

## Charakterystyka
Rezerwat został utworzony w 1954 roku zarządzeniem Ministra Leśnictwa i Przemysłu Drzewnego (Monitor Polski z 1954 r., Nr 22, Poz. 358). Jest to rezerwat o powierzchni 231,88 ha, utworzony dla ochrony ciekawych i rzadkich gatunków roślin chronionych oraz naturalnych zbiorowisk roślinnych. Rezerwat utworzono głównie dla zachowania i ochrony naturalnego torfowiska wysokiego z brzozą karłowatą Betula nana.
Torfowisko położone jest na zachodnim zboczu Bieśca na wysokości 760 m n.p.m. Miąższość torfu przekracza miejscami 8 m. Podłoże torfowiska tworzą nieprzepuszczalne skały: margle i piaskowce usadowione na gnejsach, ukształtowanie terenu jest niemal poziome, a obszar torfowiska leży dokładnie na wododziale pomiędzy zlewiskiem Morza Bałtyckiego i Północnego, obszar jest częściowo bezodpływowy. Z okolic torfowiska wypływają źródliskowe potoki Dzikiej Orlicy. Przepływające przez rezerwat strumienie mają wodę zabarwioną na ciemnoczerwony kolor. Związane jest to z wypłukiwaniem z torfowiska kwasów humusowych. Mimo to woda nadaje się do picia. Woda w potokach rezerwatu ma kwaśny odczyn, jej pH wynosi 3,8–4,0.
Torfowisko o pow. 270 ha tworzą dwie misy: „Topielisko” i „Czarne Bagno”, przy czym rezerwat przyrody obejmuje Topielisko i tylko fragment Czarnego Bagna, częściowo zamarłego wskutek drenowania. Na kępach poprzedzielanych oczkami wodnymi rośnie bogata roślinność torfowiskowa. Ze względu na urokliwość krajobrazu miejsce to ma charakter uroczyska. Urokliwość tego miejsca doceniono już w 1919 r., gdy utworzono tu, jeden z pierwszych w Niemczech, rezerwat przyrody o obszarze 85 ha. W okresie międzywojennym poszerzono go do 218 ha, budując przy okazji drewniane pomosty i wieże widokowe, a w 1954 r. rezerwat powołano ponownie – na powierzchni 156,8 ha. Krajobraz torfowiska bywa porównywany do tundry arktycznej, tajgi syberyjskiej, a nawet do wyglądu Europy z czasów panowania lodowca. Istnieją przypuszczenia, że torfowisko jest reliktem epoki lodowcowej, a jego wiek oszacowano na 7600 lat. Obiekt stanowi dużą atrakcją turystyczną i przyrodniczą.
Obszar rezerwatu jest objęty ochroną czynną.

## Flora
Flora rezerwatu w obrębie torfowiska, liczy kilkadziesiąt taksonów roślin naczyniowych, charakteryzuje się ciekawą listą florystyczną. Najciekawsze gatunki, które występują to wiele gatunków mchów i torfowców (Sphagnum), brzoza karłowata (Betula nana) mająca jedno z trzech stanowisk w Polsce, sosna błotna (Pinus uliginosus) – jedno z ośmiu stanowisk w Polsce, żurawina błotna (Oxycoccus palustris), borówka bagienna (Vaccinium uliginosum), bagno zwyczajne (Ledum palustre), turzyce (Carex spp.) – wiele gatunków, bagnica torfowa (Scheuchzeria palustris), bażyna czarna (Empetrum nigrum), wełnianka pochwowata (Eriophorum vaginatum), borówka brusznica (Vaccinium vitis-idaea). Z roślin owadożernych w rezerwacie ma stanowiska rosiczka okrągłolistna (Drosera rotundifolia) i rosiczka długolistna (Drosera anglica).

## Fauna
Z entomofauny na terenie rezerwatu mają swoje stanowiska głównie motyle i ważki.
- Z ważniejszych motyli występują: gatunki minujące liście bagna zwyczajnego Stigmella lediella[3] i Lyonetia ledi (również na tej roślinie żeruje gąsienica gatunku Syngrapha interrogationis) oraz żerujące na borówce bagiennej i żurawinie błotnej tj. modraszek bagniczek (Vaciniina optilete)[4][5] i Coranarta cordigera[6]. Na terenie rezerwatu występuje też monofag szlaczkoń torfowiec (Colias palaeno)[4], którego gąsienica żywi się jedynie liśćmi borówki bagiennej[5][7]. Szlaczkoń torfowiec to okazały motyl dzienny z rodziny bielinkowatych zagrożony wymarciem, umieszczony w Polskiej Czerwonej Księdze[8]. Wszystkie gatunki motyli są ściśle związane z torfowiskami wysokimi Oxycocco-Sphagnetea (niekiedy torfowiskami przejściowymi) i borami bagiennymi Vaccinio uliginosi-Pinetum, podobnie jak ich rośliny żywicielskie.
- Z ważek występują: żagnica torfowcowa Aeshna subarctica elisabethae, miedziopierś górska Somatochlora alpestris, miedziopierś północna Somatochlora arctica[9]. Wszystkie te gatunki są ściśle związane z wodami torfowiskowymi i środowiskami sfagnowymi, są umieszczone na krajowej czerwonej liście zwierząt, zaś miedziopierś górską Somatochlora alpestris i miedziopierś północną Somatochlora arctica zamieszczono w Polskiej Czerwonej Księdze Zwierząt – Bezkręgowce[8].

Z awifauny na terenie rezerwatu gnieździ się: cietrzew (Lyrurus tetrix), głuszec (Tetrao urogallus), świergotek łąkowy (Anthus pratensis), bocian czarny (Ciconia nigra). Cietrzew i głuszec, jako zagrożone wymarciem na terenie kraju, umieszczone są w Polskiej Czerwonej Księdze.

## Turystyka
Przez środek rezerwatu prowadzi szlak turystyczny:
- zielony – prowadzący z Zieleńca do Polanicy-Zdroju

Na terenie rezerwatu (wzdłuż zielonego szlaku turystycznego) znajduje się ścieżka przyrodnicza prezentująca na tablicach przyrodę torfowiska, proces powstawania torfu itp.

## Wieża widokowa na Torfowisku pod Zieleńcem
Na terenie rezerwatu przy głównej grobli znajdowała się drewniana wieża widokowa. Pierwszą wybudowano w tym miejscu w 1919, kolejną w 2007. Rozciągały się z niej widoki głównie na północną część kompleksu („Topieliska”). W 2020 roku wieża została rozebrana.

## Galeria

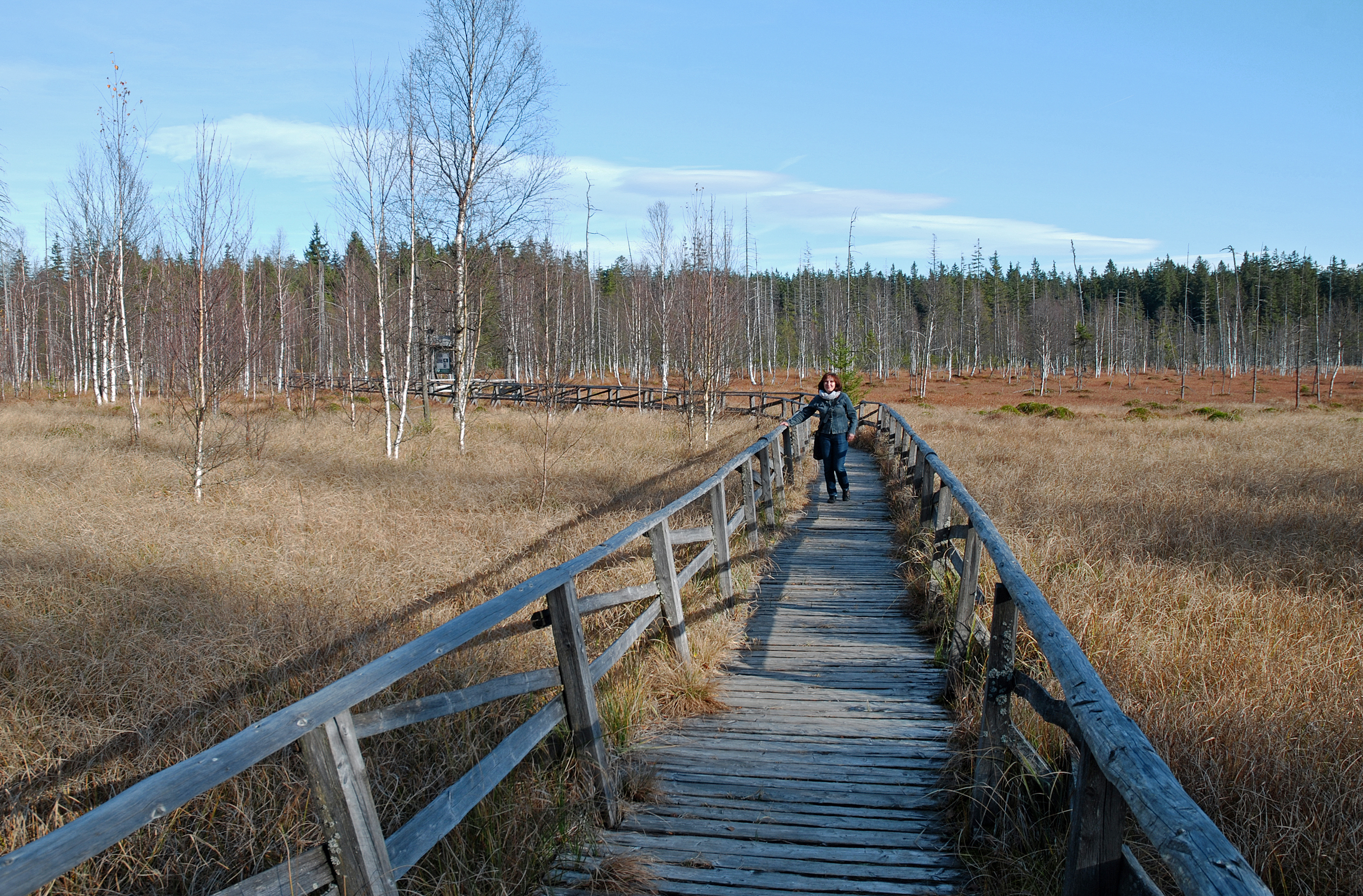
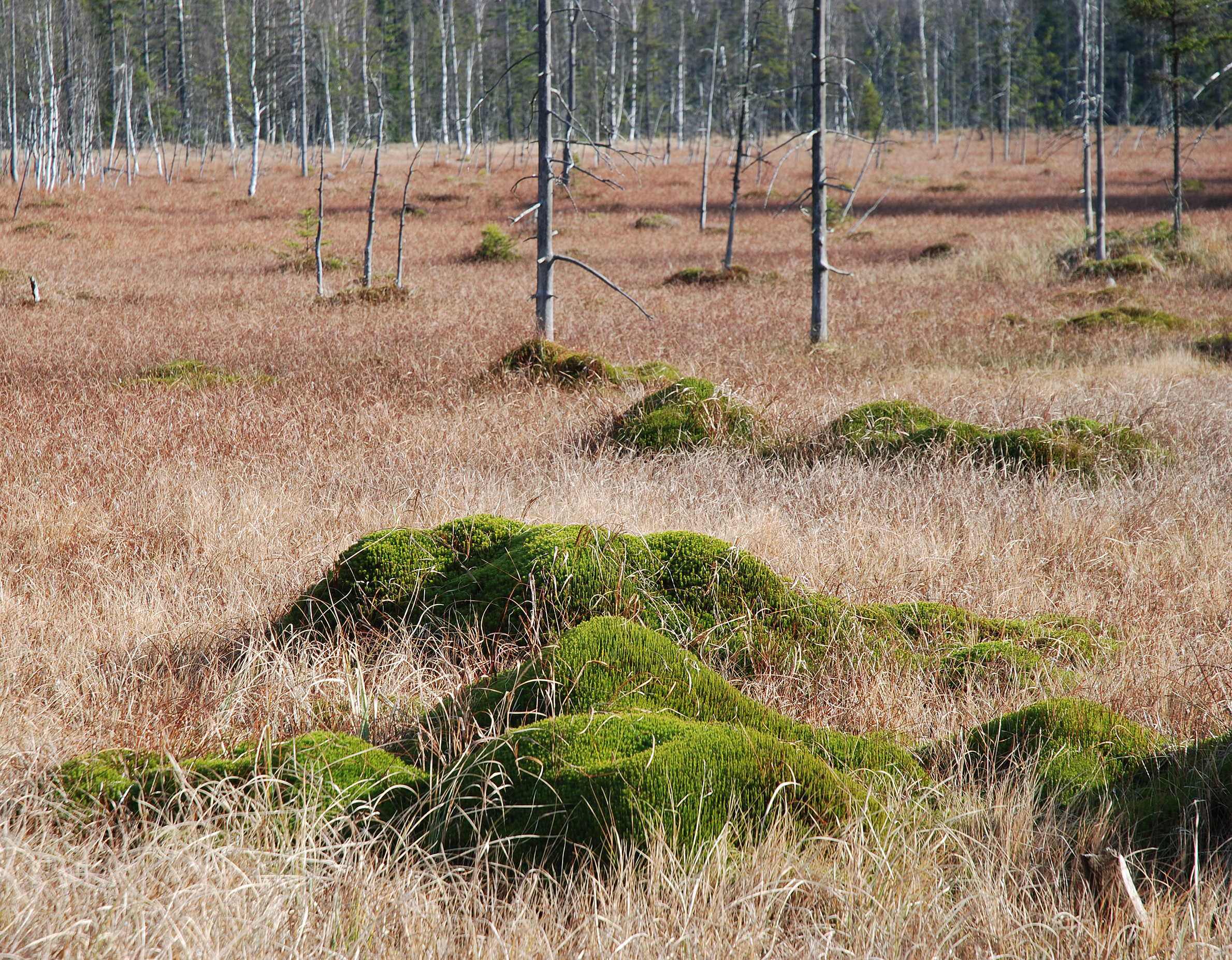
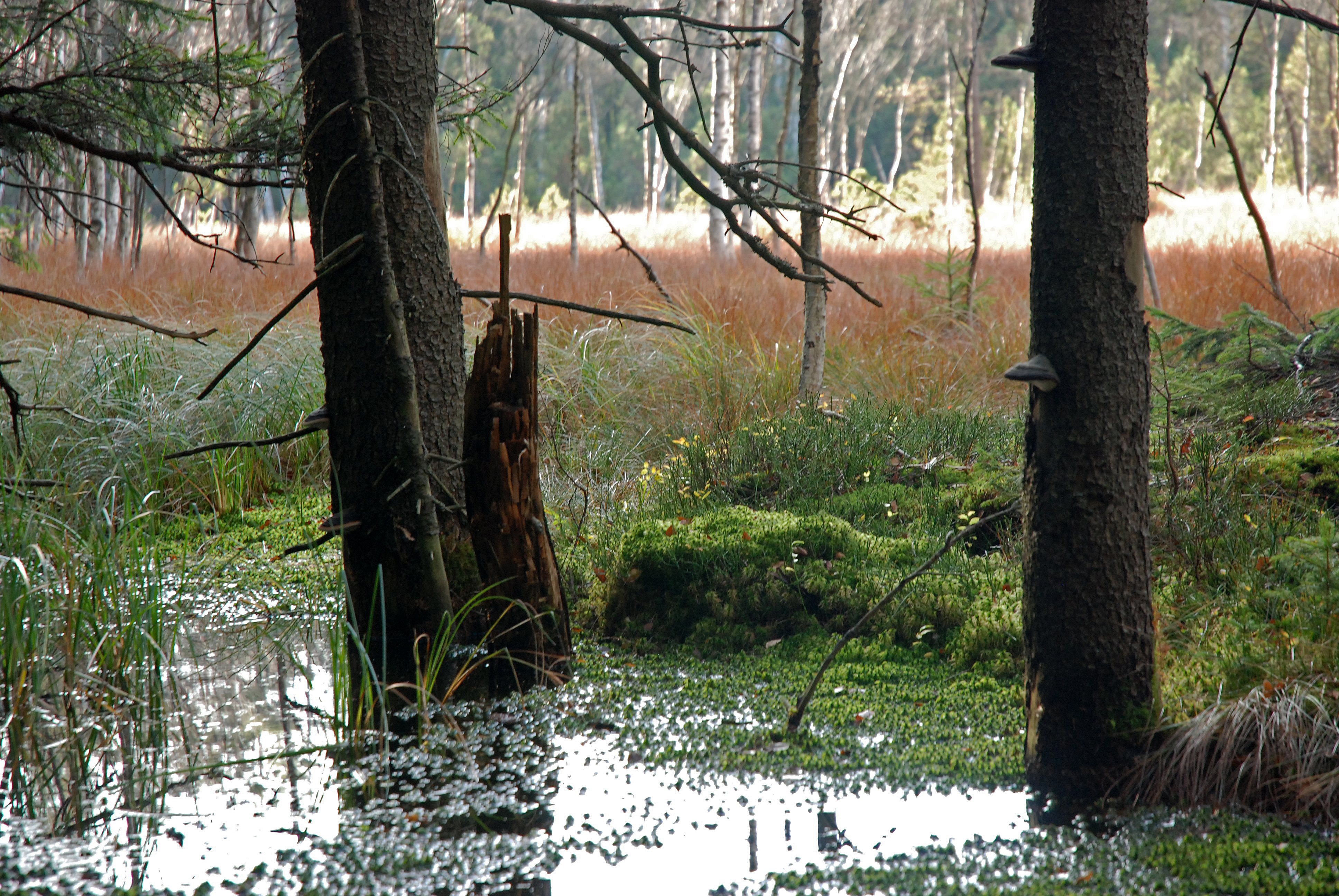
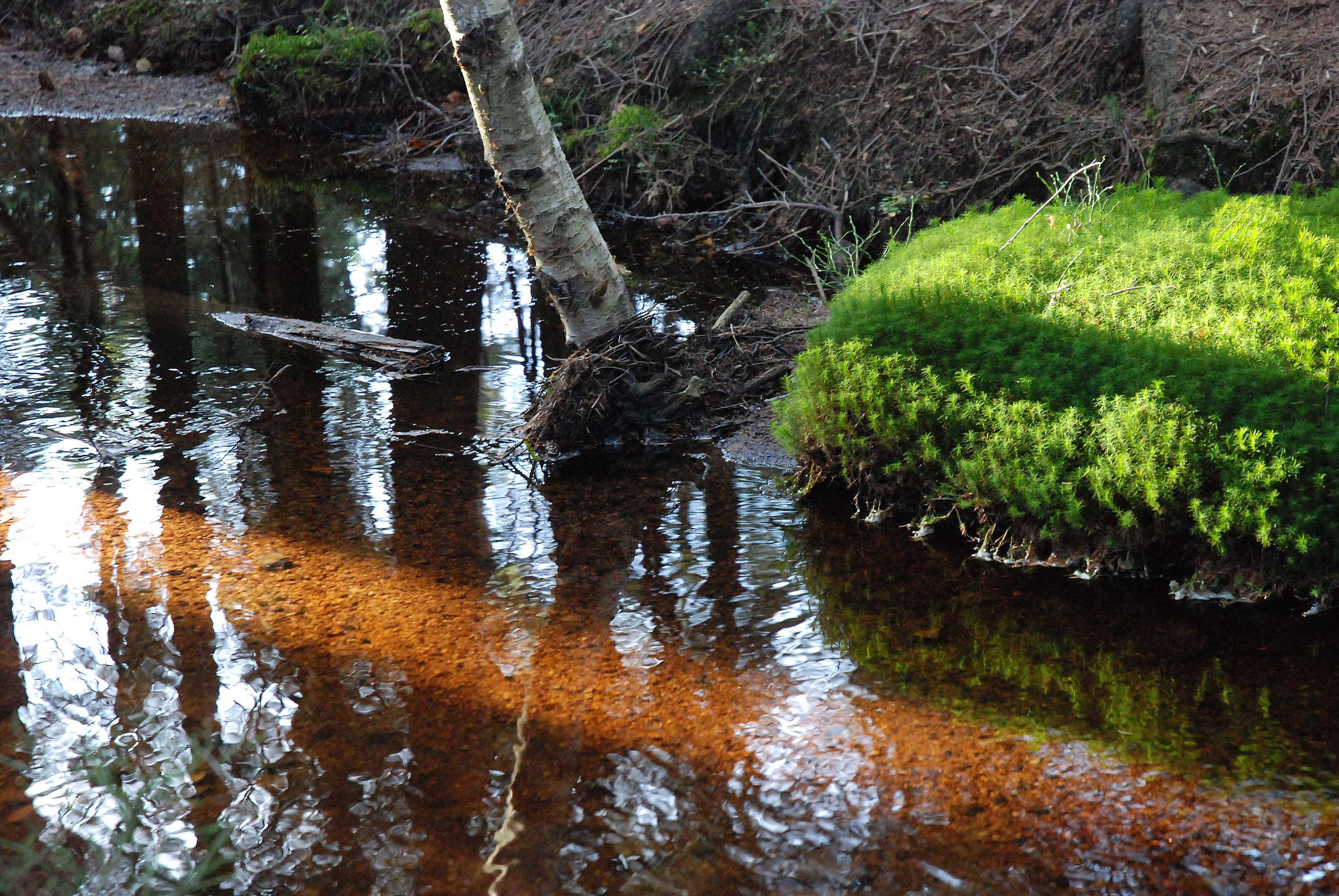
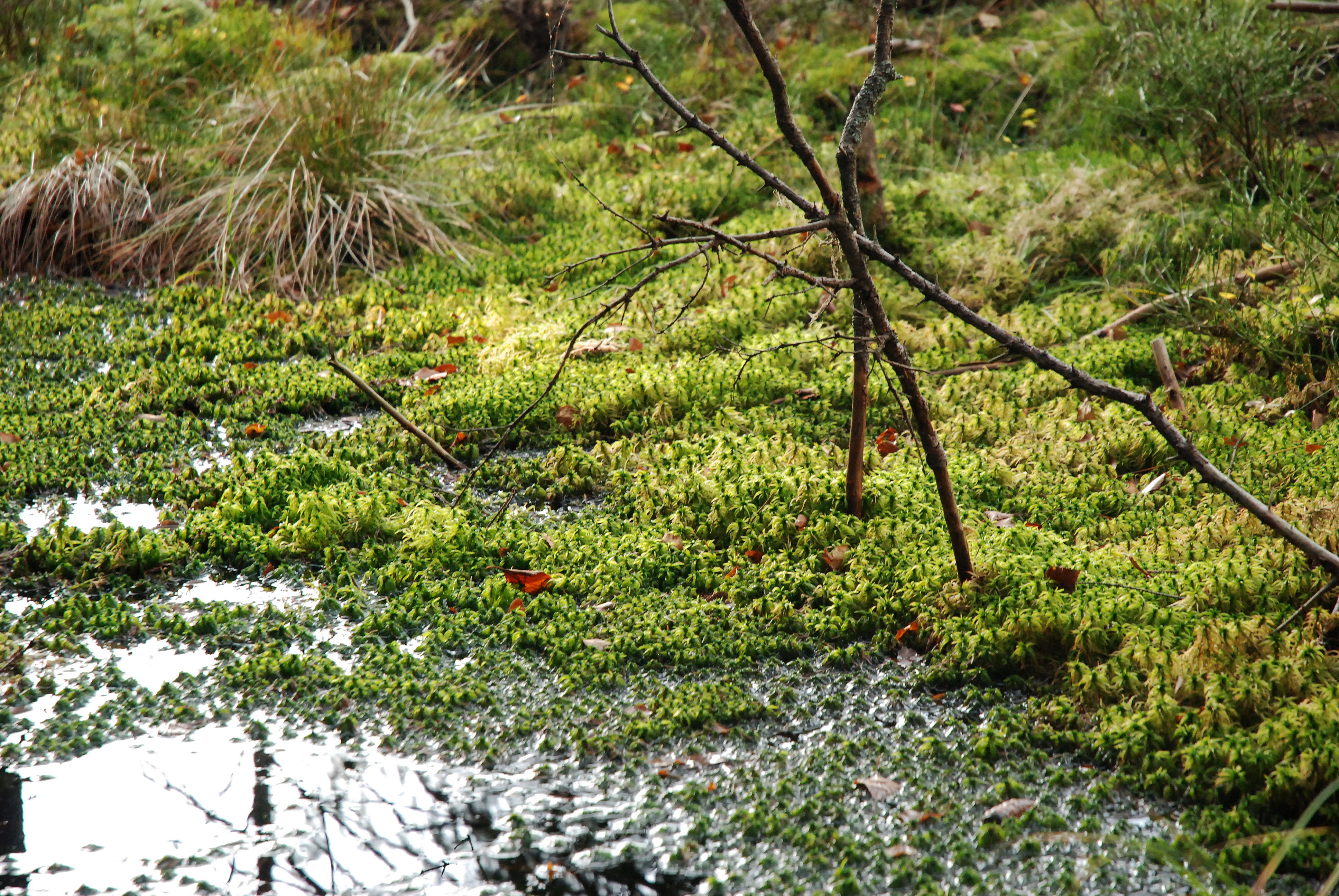
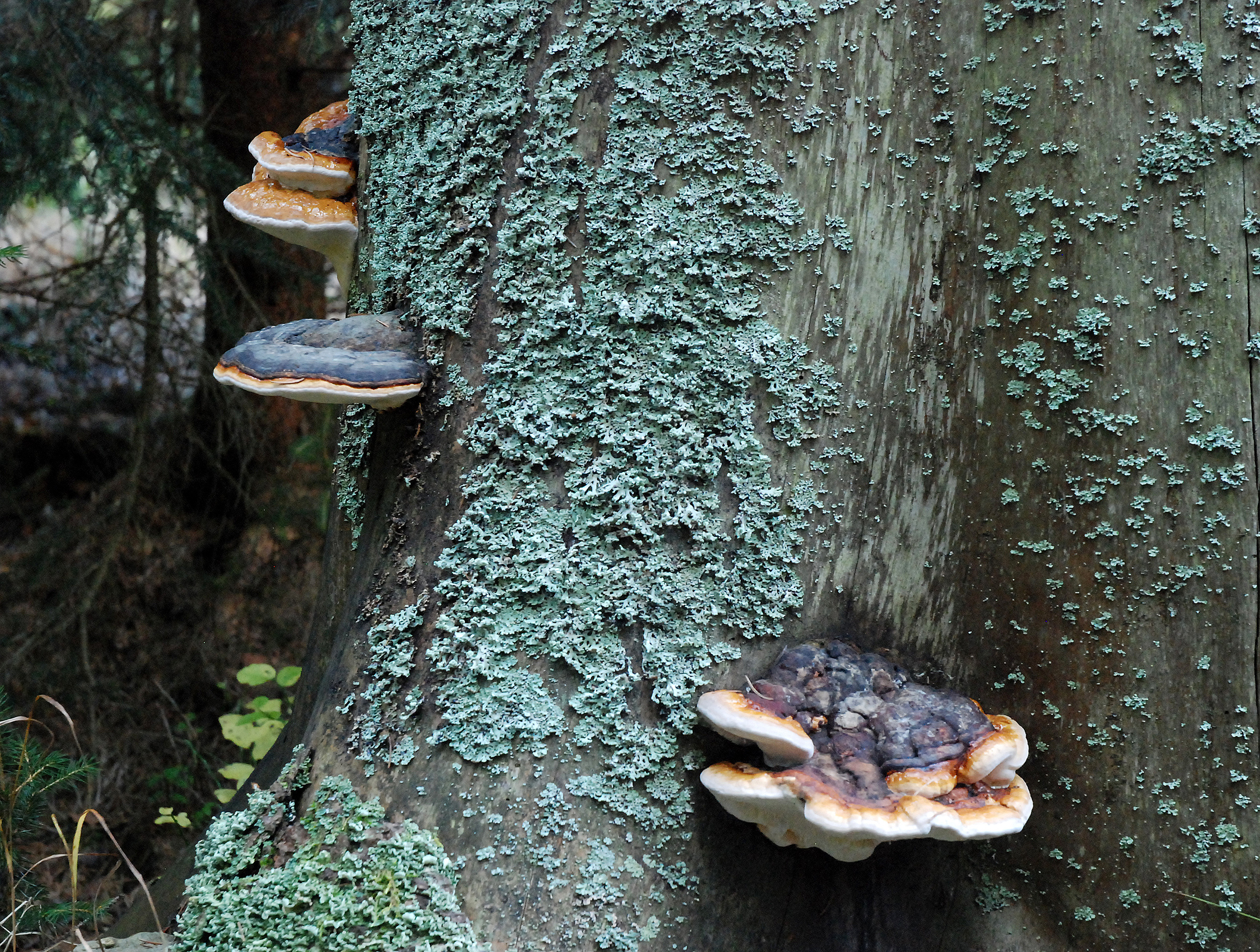
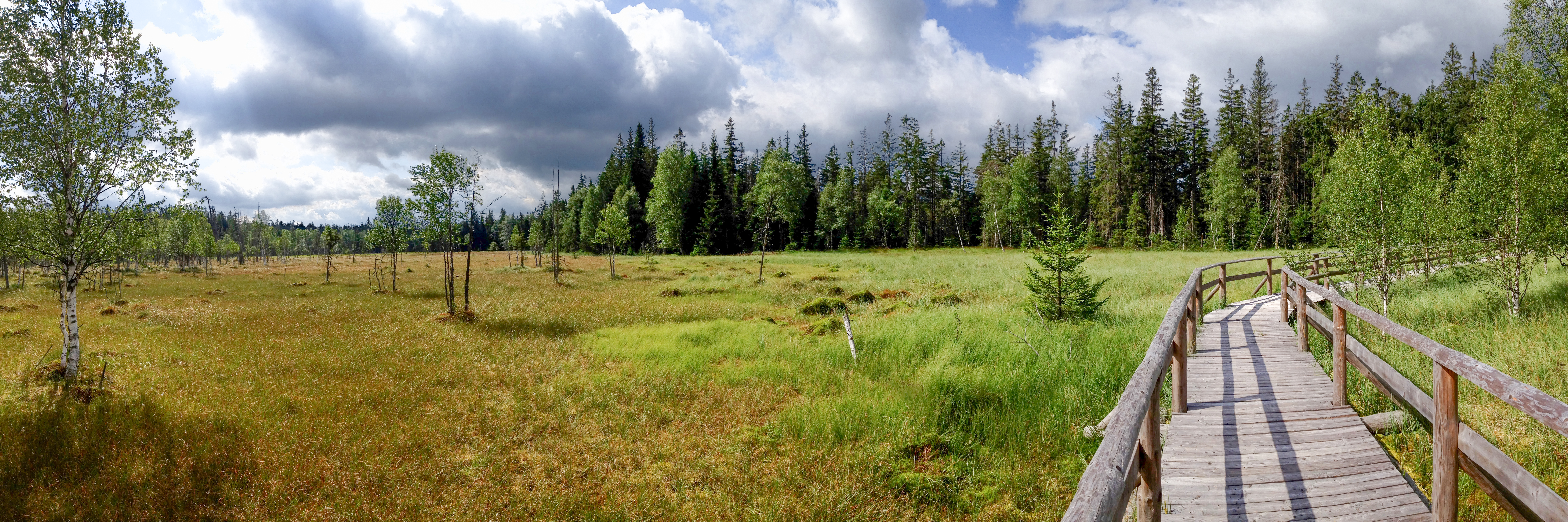